# Пор Роял
Пор Роял или Порт Роял (на английски: Port Royal, на френски: Port-Royal) е първото постоянно европейско селище в Северна Америка след Сан Августин във Флорида. Селището е основано през 1605 г. от Самюел дьо Шамплейн и Пиер дьо Гуа дьо Монт близо до устието на река Анаполис, Нова Скотия. Французите се надяват, че мястото е по-благоприятно от река Сен Кроа, където прекарват катастрофално зимата на 1604 – 1605 г. Надеждите им обаче са попарени и селището е изоставено през 1607 г. Колонията е възстановена отново през 1610 г., но 3 години по-късно е унищожена от англичаните. През 1629 г. на мястото е основана шотландска колония. По-късно след договора от Сен Жермен дю Пре е върната отново на французите. Англичаните го завладяват за последно през 1760 г. Тогава селището има население от около 350 души. През 1938 – 1939 г. канадското правителство възстановява селището и през 1941 г. то е обявено за национален исторически парк.